# Young Ones - L'ultima generazione
Young Ones - L'ultima generazione (Young Ones) è un film del 2014 scritto e diretto da Jake Paltrow.
La pellicola, con protagonisti Michael Shannon, Elle Fanning e Nicholas Hoult ed ambientata in un futuro distopico, è stata presentata al Sundance Film Festival il 18 gennaio 2014.

## Trama
Negli Stati Uniti di un futuro non molto lontano l'assenza da anni delle precipitazioni e la conseguente siccità mette a dura prova le persone, che arrivano ad uccidere per l'acqua. In quella che qualche anno prima era una fattoria, in una pianura al limitare di zone collinari e montuose, Ernest Holm vive con suo figlio Jerome e sua figlia Mary. Sua moglie, Katherine, è invece da tempo ricoverata in un ospedale in città e può camminare solamente collegata ad uno speciale macchinario a seguito di un incidente non meglio precisato. Mentre quasi tutti gli altri contadini hanno ormai lasciato la zona, Ernest e la sua famiglia rimangono, poiché Ernest crede che la terra sia ancora fertile, e che potrà dare buoni raccolti se solo riuscirà ad ottenere il passaggio di una condotta per l'irrigazione. Ernest ottiene l'acqua per la sua famiglia portando rifornimenti, in particolare alcol, agli "uomini dell'acqua", ai quali il governo ha dato il monopolio per la costruzione di condutture per la distribuzione dell'acqua estratta dalle falde profonde che si trovano nella zona montuosa. Per raggiungerla, dato che non ci sono strade ma solo sentieri, Ernest utilizza un mulo, ma quando questo si rompe le gambe e deve ucciderlo, è costretto a sostituirlo con una macchina da trasporto robotica chiamata Simulit Shadow ("Sim"). Riesce a comprarla ad un'asta bandita da Sam Lever, battendo l'offerta del figlio di Sam, Flem, un giovane che corteggia, contro la volontà paterna, la figlia di Ernest, Mary.
Dopo che aveva negato a Flem il prestito del Sim, una mattina Ernest scopre che la macchina è scomparsa e va sui monti a cercarla. Quando arriva all'accampamento degli uomini dell'acqua, viene accusato da questi di aver rubato le loro provviste, si azzuffa con Caleb, il loro capo, riuscendo a batterlo e ad allontanarsi. Si imbatte quindi in Flem che dorme sotto un albero con a fianco il Sim, carico delle provviste che progettava di vendere al confine dello stato. Ernest lo prende prigioniero, lo lega alla macchina e si avvia sul sentiero per riportare le provviste agli uomini dell'acqua. Lungo il tragitto, spossati per la disidratazione, Flem convince Ernest a bere un po' del liquore che stanno trasportando e una volta che l'uomo è debilitato, oltre che dalla disidratazione, anche dagli effetti dell'alcol, cerca di scappare. Ernest però è ancora sufficientemente lucido per minacciarlo col fucile, quindi Flem lancia una pietra colpendo Ernest sulla fronte e facendogli battere la nuca contro una sporgenza della parete rocciosa e perdere i sensi. Flem inscena quindi un incidente causato dall'alcol e dalla macchina, alla quale lega Ernest facendoglielo trascinare fino all'accampamento degli uomini dell'acqua.
Dopo il funerale di Ernest, Flem si insedia nella casa di Jerome e Mary e li aiuta ad ottenere il passaggio di una conduttura d'acqua ricattando Caleb con la minaccia di accusarlo della morte di Ernest. Flem e Mary si sposano e aspettano un figlio, mentre nel campo inizia a crescere il primo raccolto. La fortuna sembra quindi arridere a Flem, che però scopre che la terra è pesantemente ipotecata e che la banca sta quindi per prendersela. Per ottenere il denaro per estinguere il debito inganna il suo amico Robbie facendogli vendere il suo bambino alle spalle della moglie Sooz a dei trafficanti, ma quando Robbie scopre l'imbroglio e cerca di riprendersi il neonato questi gli sparano uccidendolo e danneggiando il Sim, mentre Flem riesce a scappare coi soldi. La macchina, che sembrava irreparabilmente danneggiata, riesce invece a ritornare zoppicante al produttore in una città oltre confine, seguendo le impostazioni del proprio software. Il produttore, Calvin Hooyman, contatta quindi Jerome tramite radio, informandolo dello stato della macchina.
Jerome riesce ad attraversare clandestinamente il confine e a raggiunguere l'azienda di Calvin, che mentre ripara Sim gli mostra come rivedere le immagini registrate dal sensore laser della macchina. Jerome guarda la registrazione e scopre così la verità sulla morte di Ernest. Una volta tornato a casa di nascosto con il Sim, Jerome, che per giustificare la propria partenza aveva detto a Flem che sarebbe andato a trovare la madre in ospedale, interroga il cognato su come la macchina sia di nuovo nel loro magazzino, dal momento che Flem aveva affermato di averla venduta per ripagare il debito con la banca. Le bugie di Flem fanno meditare vendetta a Jerome, che a sua volta gli mente facendogli credere che Robbie sia ancora vivo e voglia incontrarlo. Attira così Flem sulle montagne, facendolo cadere in una buca che aveva scavato lungo il sentiero. Flem vi rimane intrappolato con le gambe fratturate e in preda alle visioni dovute alla sete, rendendosi conto che Jerome conosce la verità su quello che è successo a Ernest. Quando finalmente vede comprarire il ragazzo all'imboccatura della fossa cerca di suscitare la sua misericordia, invocando il comune amore per Mary e il bambino che ha in grembo, ma Jerome gli spara freddamente alla testa. Jerome alla fine decide di nascondere questi eventi e le circostanze della morte di Ernest a Mary. Fratello e sorella rimangono in casa, progettando di portare lì la madre dall'ospedale ora che possono pagare il macchinario del suo tutore e sperando che il bambino sia una femmina.

## Produzione

### Riprese
Le riprese iniziano il nel febbraio 2013 in Sudafrica, nella regione del Namaqualand all'interno della Provincia del Capo Settentrionale, e terminano il 15 marzo.

### Cast
Il 7 febbraio 2013 entrano nel cast Nicholas Hoult, Elle Fanning, Michael Shannon e Kodi Smit-McPhee.

## Promozione
Il primo trailer del film viene diffuso il 1º luglio 2014.

## Distribuzione
La pellicola è stata presentata al Sundance Film Festival nel gennaio 2014 ed in seguito in altri festival cinematografici minori.
La pellicola è stata distribuita nelle sale cinematografiche statunitensi nell'ottobre 2014 mentre in Italia il film è stato distribuito direttamente sulle principali piattaforme streaming dal 13 luglio 2020.

## Riconoscimenti
- 2014 - Sitges - Festival internazionale del cinema fantastico della Catalogna
  - Miglior sceneggiatura a Jake Paltrow